# All-in-one-Computer

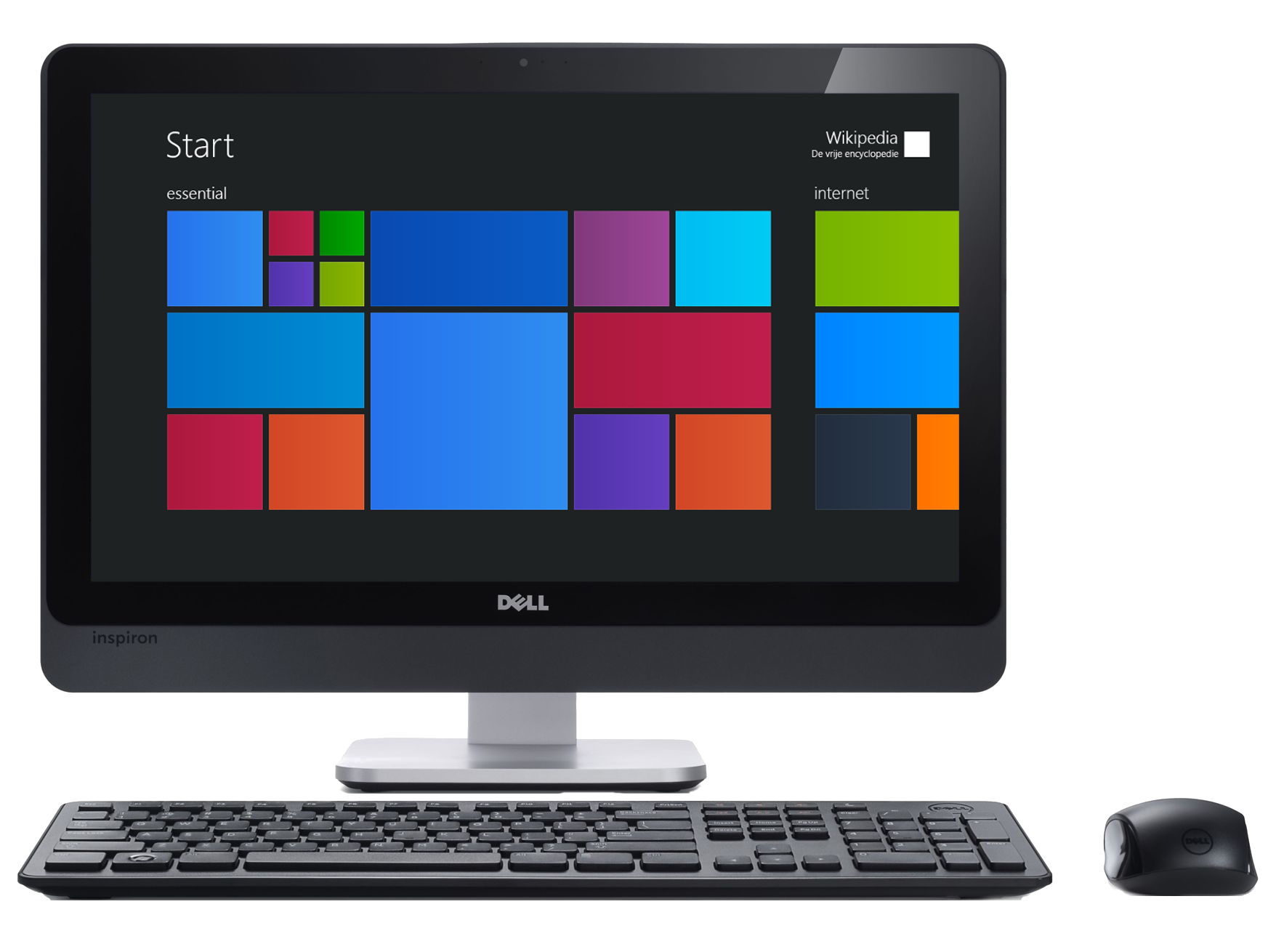

Unter einem All-in-one-Computer versteht man einen stationären Computer, bei dem Hauptplatine und Monitorteil in einem gemeinsamen Gehäuse untergebracht sind. Außerdem wird der Begriff auf Desktop-Computer eingeschränkt, da er auf alle mobilen Geräte wie Notebooks, Tablet-Computer und Portables konzeptbedingt immer zutrifft.

## Vor- und Nachteile
Ein wichtiger Vorteil dieser Bauweise ist, dass die fehlerträchtige und oft unansehnliche Verkabelung weitgehend entfällt. Zusätzlich verringert sich der Stromverbrauch gegenüber Einzelkomponenten, wenn bei der Konstruktion auf Notebookkomponenten oder zumindest verbrauchsreduzierte Komponenten zurückgegriffen wird. Diese sind in der Regel allerdings etwas leistungsschwächer, produzieren aber auch weniger Abwärme, sodass auf störend laute Lüfter oft verzichtet werden kann.
Wenn ein optisches Laufwerk fehlt, muss bei Bedarf auf ein externes Laufwerk mit Anschluss per USB zurückgegriffen werden.

## Geschichte
Bei den ersten Geräten dieser Bauart wurde der Begriff All-in-one noch nicht verwendet. Es waren beispielsweise Systeme von IBM (5100-Serie, 1975), die frühen Modelle von Commodore (PET 2001 von 1977, sowie nachfolgende CBM-Serie) und Tandy (TRS-80 Modelle 3 und 4, 1980 beziehungsweise 1983), bei denen sogar die Tastatur fest ins Gehäuse integriert war. IBM bezeichnete seine zwischen 20 und 48 Kilogramm schweren Geräte in Bezug auf schrankgroße Minicomputer als „portable“ Computer.
Im Jahr 1984 stellte die Firma Apple nicht nur den ersten grafisch gesteuerten Computer für den Massenmarkt, sondern auch den wohl bisher bekanntesten All-in-one-Computer vor, den sehr kompakten Macintosh. Während diese würfelartige Gehäuseform – abgesehen von einem Modell der mäßig erfolgreichen IBM PS/2-Reihe – bei Konkurrenten keine Beachtung fand, bot Apple bis in die 1990er-Jahre immer wieder Rechner dieser Art an. Der Marktanteil Apples außerhalb der Kreativbranche war zu dieser Zeit jedoch gering und die Firma nahe am Bankrott.
Dies änderte sich, als Apple 1998 mit dem iMac ein Gerät in der All-in-one-Bauweise herausbrachte, das auf Anhieb erfolgreich war und heute als einer der Retter des Unternehmens gilt. Diese auf Kompaktheit und gefälliges Design ausgelegte Modellreihe wird bis heute fortgeführt. Mit der Zeit wandelte sich die Grundform des Gehäuses mit dem Aufkommen von Flachbildschirmen und höherer Miniaturisierung, weg vom Würfel und hin zum Monitor mit unscheinbarem, dahinterliegendem Flachrechner.

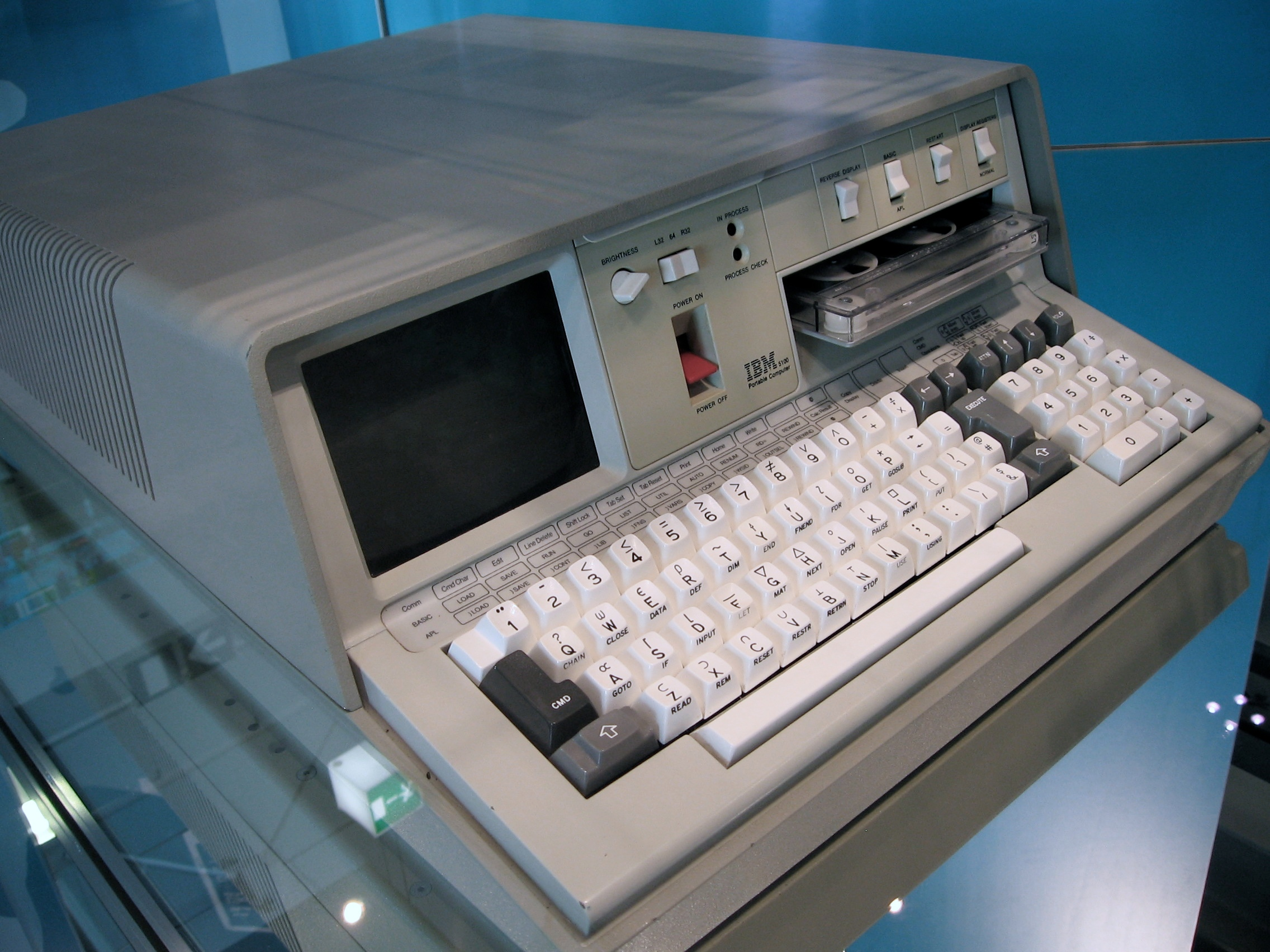
IBM 5100 aus dem Jahr 1975
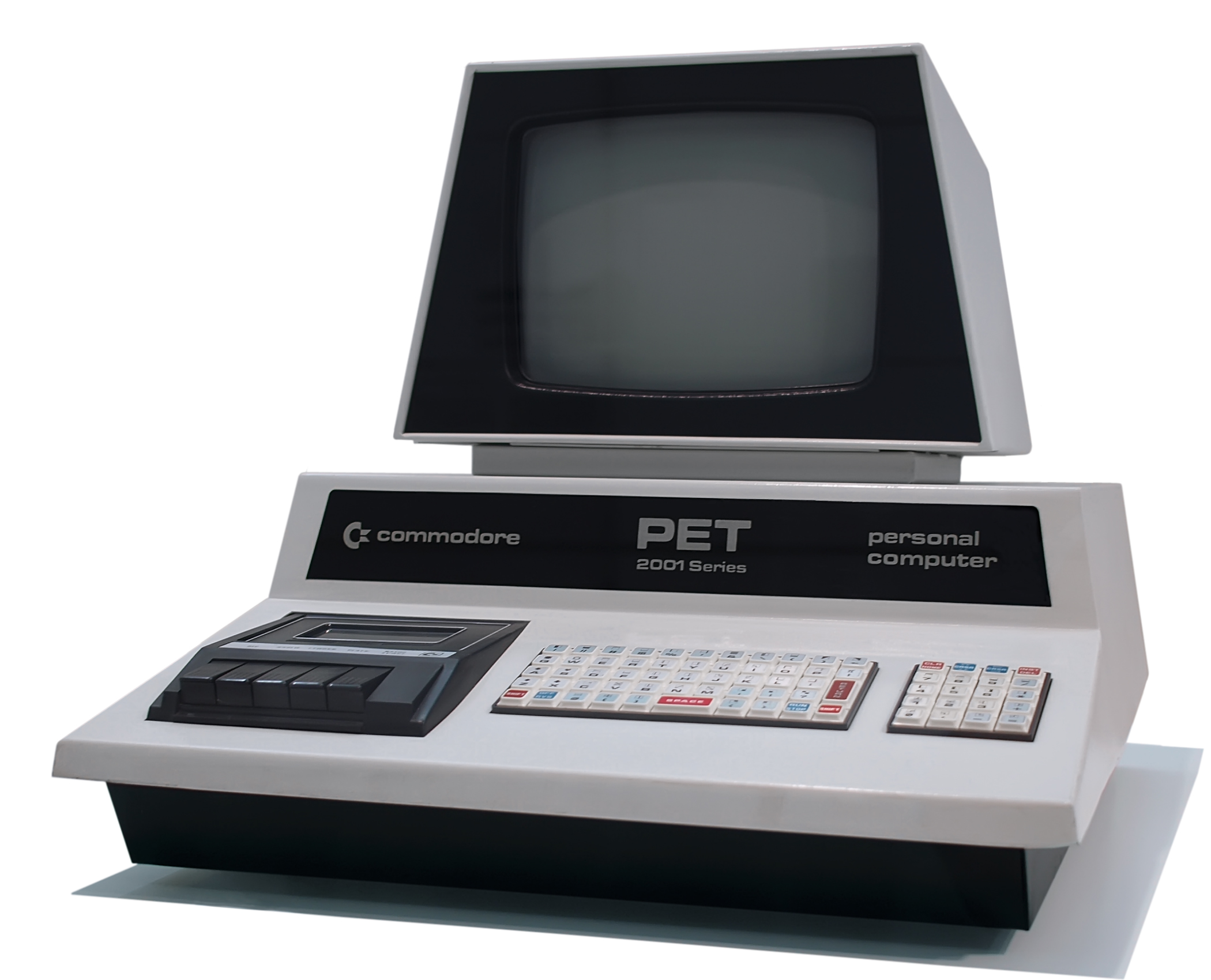
Commodore PET 2001 aus dem Jahr 1977
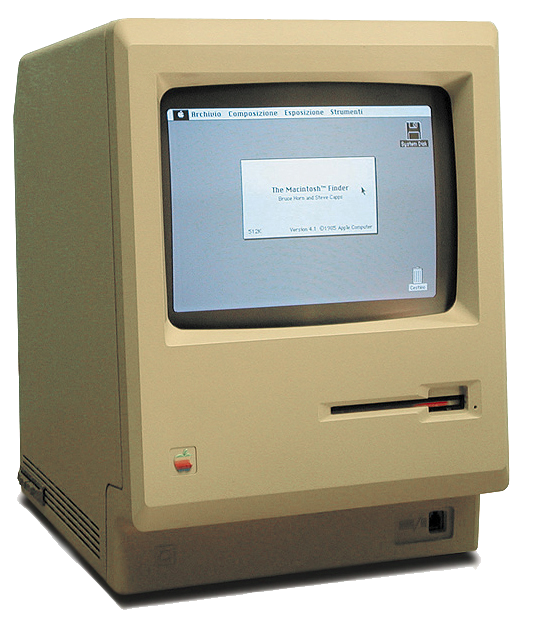
Apple Macintosh 128K aus dem Jahr 1984
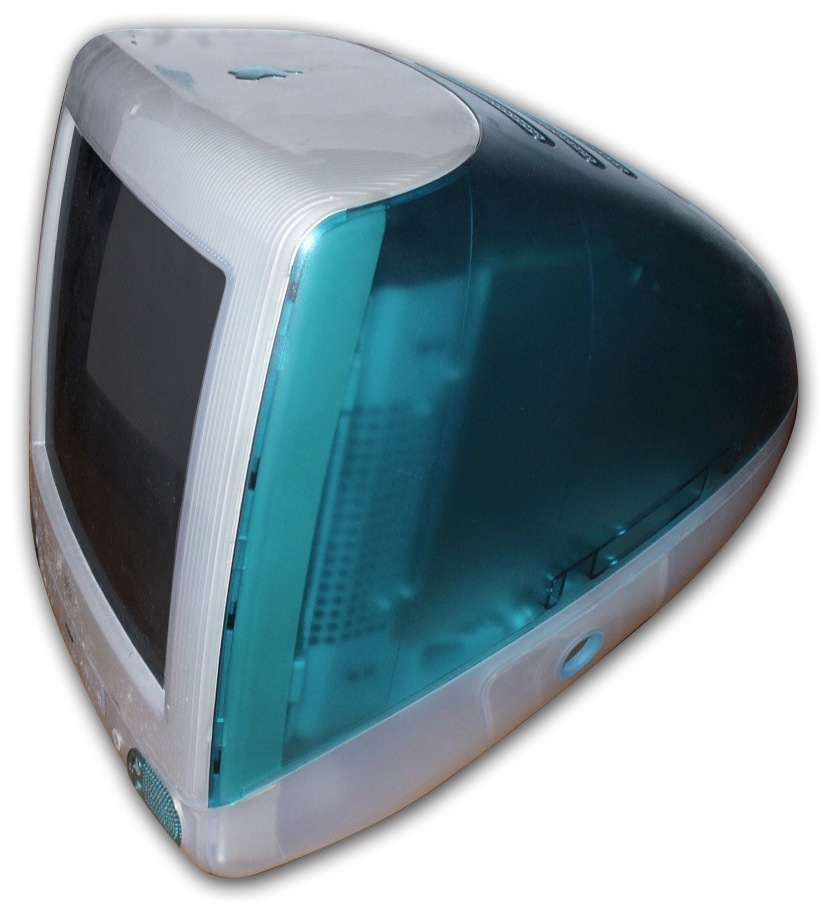
Apple iMac der ersten Generation aus dem Jahr 1998

## Aktuelle Entwicklungen
Der in den 2000er-Jahren wieder zunehmende Erfolg Apples auf dem Verbrauchermarkt, nicht zuletzt populären Produkten wie dem iPod und iPhone geschuldet, verleitete auch andere Hersteller wie etwa Asus, Dell oder Sony ab etwa 2010 dazu, nun ebenfalls PCs in einer platzsparenden All-in-one-Konstruktion anzubieten. Anders als Apple integrieren viele dieser Hersteller zusätzlich einen Touchscreen in ihre Produkte.